# Paul Werner Roth
Paul Werner Roth (* 11. Jänner 1941 in Graz; † 29. Juli 2001 ebenda) war ein österreichischer Historiker.

## Leben
Paul Werner Roth wurde am 11. Jänner 1941 in Graz geboren. Nach einem Studium der Geschichte, Alten Geschichte, Germanistik und Philosophie an der Karl-Franzens-Universität promovierte er 1966 zum Dr. phil. in Graz. 
Zuerst war Roth an der Abteilung für Vor- und Frühgeschichte im Bereich der Münzensammlung am Grazer Landesmuseum Joanneum tätig. Seine Universitätslaufbahn begann Roth im Jahre 1970 als Assistent am Institut für Wirtschafts- und Sozialgeschichte der Universität Graz. 1976 erfolgte seine Habilitierung. Im Jahr 1980 wurde Roth zum außerordentlichen und im Jahr 2000 zum ordentlichen Universitätsprofessor am Grazer Geschichte-Institut ernannt. 
Seit 1985 leitete er bis zu seinem Tod die Abteilung für Geschichte von Industrie, Technik und Montanwesen des Instituts für Geschichte an der Universität Graz. Im Fach Montangeschichte war er auch Lehrbeauftragter an der Montanuniversität Leoben.
Ehrenamtlich engagierte sich Paul Roth unter anderem auch in der Siebenbürgen-Forschung. 
Paul Werner Roth war der Bruder des Schriftstellers Gerhard Roth.

## Publikationen
- Der Münzumlauf des 16.Jahrhunderts im Raume des östlichen Österreich. Gemeinsam mit Peter Cerwenka, Akademische Druck- und Verlagsanstalt, Graz 1972.
- Die Glaserzeugung in der Steiermark von den Anfängen bis 1913. Historische Landeskommission für Steiermark, Graz 1976.
- Grazer Industriedenkmäler, 1. Auflage. dbv-Verlag für die Techn. Univ. Graz, Graz 1978.
- Beiträge zur Handels- und Verkehrsgeschichte. Hrsg. von Paul W. Roth, Lehrkanzel für Wirtschafts- und Sozialgeschichte am Institut für Geschichte, Graz 1978.
- Erz und Eisen in der Grünen Mark. Katalog zur Landesausstellung 1984 in Eisenerz, Hrsg. von Paul W. Roth und Peter Cordes, Kulturreferat der Steiermärkischen Landesregierung, Eisenerz 1984.
- Glas und Kohle. Katalog zur Landesausstellung 1988 in Bärnbach, Weststeiermark, hrsg. von Paul W. Roth, Leykam, Graz 1988.
- Soldatenheilige. Verlag Styria, Graz 1993.
- Gratwein – ein Gang durch Jahrhunderte. Marktgemeinde Gratwein, Gratwein 2000.
- Baudenkmäler der Technik und Industrie in Österreich. Gemeinsam mit Manfred Wehdorn, Ute Georgeacopol-Winischhofer, Böhlau, Wien 1997/98.